# Wereldkampioenschappen schoonspringen 2023 – eenmeterplank mannen
Het schoonspringen vanaf de eenmeterplank voor mannen tijdens de wereldkampioenschappen schoonspringen 2023 vond plaats op 14 en 16 juli 2023 in het Prefecturale zwembad van Fukuoka in Fukuoka.

## Uitslag
De eerste twaalf deelnemers, hier aangegeven met groen, gingen door naar de finale.
| Rang   | Land                     | Namen                  | Voorronde | Voorronde | Finale        | Finale        |
| Rang   | Land                     | Namen                  | Punten    | Rang      | Punten        | Rang          |
| ------ | ------------------------ | ---------------------- | --------- | --------- | ------------- | ------------- |
| Goud   | Peng Jianfeng            | China                  | 403,75    | 1         | 440,45        | 1             |
| Zilver | Osmar Olvera             | Mexico                 | 395,85    | 2         | 428,85        | 2             |
| Brons  | Zheng Jiuyuan            | China                  | 371,65    | 5         | 418,30        | 3             |
| 4      | Juan Celaya              | Mexico                 | 362,30    | 10        | 406,25        | 4             |
| 5      | Li Shixin                | Australië              | 374,50    | 4         | 400,55        | 5             |
| 6      | Moritz Wesemann          | Duitsland              | 364,45    | 7         | 388,55        | 6             |
| 7      | Woo Ha-ram               | Zuid-Korea             | 362,65    | 9         | 385,50        | 7             |
| 8      | Jordan Houlden           | Verenigd Koninkrijk    | 374,90    | 3         | 382,90        | 8             |
| 9      | Jack Ryan                | Verenigde Staten       | 363,75    | 8         | 376,35        | 9             |
| 10     | Jules Bouyer             | Frankrijk              | 361,50    | 11        | 374,15        | 10            |
| 11     | Danylo Konovalov         | Oekraïne               | 360,25    | 12        | 354,15        | 11            |
| 12     | Jonathan Suckow          | Zwitserland            | 369,00    | 6         | 349,40        | 12            |
| 13     | Lyle Yost                | Verenigde Staten       | 355,05    | 13        | Uitgeschakeld | Uitgeschakeld |
| 14     | Giovanni Tocci           | Italië                 | 354,00    | 14        | Uitgeschakeld | Uitgeschakeld |
| 15     | Jonathan Ruvalcaba       | Dominicaanse Republiek | 353,85    | 15        | Uitgeschakeld | Uitgeschakeld |
| 16     | Kacper Lesiak            | Polen                  | 353,85    | 16        | Uitgeschakeld | Uitgeschakeld |
| 17     | Jake Passmore            | Ierland                | 344,60    | 17        | Uitgeschakeld | Uitgeschakeld |
| 18     | Lorenzo Marsaglia        | Italië                 | 340,70    | 18        | Uitgeschakeld | Uitgeschakeld |
| 19     | Dariush Lotfi            | Oostenrijk             | 327,15    | 19        | Uitgeschakeld | Uitgeschakeld |
| 20     | Luis Uribe               | Colombia               | 327,10    | 20        | Uitgeschakeld | Uitgeschakeld |
| 21     | Alexis Jandard           | Frankrijk              | 322,70    | 21        | Uitgeschakeld | Uitgeschakeld |
| 22     | Yona Knight-Wisdom       | Jamaica                | 319,20    | 22        | Uitgeschakeld | Uitgeschakeld |
| 23     | Daniel Restrepo          | Colombia               | 318,35    | 23        | Uitgeschakeld | Uitgeschakeld |
| 24     | Carlos Escalona          | Cuba                   | 316,30    | 24        | Uitgeschakeld | Uitgeschakeld |
| 25     | Andrzej Rzeszutek        | Polen                  | 316,05    | 25        | Uitgeschakeld | Uitgeschakeld |
| 26     | Jesús Liranzo            | Peru                   | 313,50    | 26        | Uitgeschakeld | Uitgeschakeld |
| 27     | Rafael Fogaça            | Brazilië               | 311,35    | 27        | Uitgeschakeld | Uitgeschakeld |
| 28     | Bryden Hattie            | Canada                 | 311,30    | 28        | Uitgeschakeld | Uitgeschakeld |
| 29     | Adrián Abadía            | Spanje                 | 311,15    | 29        | Uitgeschakeld | Uitgeschakeld |
| 30     | Alexander Lube           | Duitsland              | 309,70    | 30        | Uitgeschakeld | Uitgeschakeld |
| 31     | Rikuto Tamai             | Japan                  | 298,60    | 31        | Uitgeschakeld | Uitgeschakeld |
| 32     | Nikolaj Schaller         | Oostenrijk             | 297,00    | 32        | Uitgeschakeld | Uitgeschakeld |
| 33     | Martynas Lisauskas       | Litouwen               | 295,10    | 33        | Uitgeschakeld | Uitgeschakeld |
| 34     | Avvir Tham               | Singapore              | 291,65    | 34        | Uitgeschakeld | Uitgeschakeld |
| 35     | Elias Petersen           | Zweden                 | 291,20    | 35        | Uitgeschakeld | Uitgeschakeld |
| 36     | Jesús González           | Venezuela              | 290,50    | 36        | Uitgeschakeld | Uitgeschakeld |
| 37     | Frandiel Gómez           | Dominicaanse Republiek | 289,60    | 37        | Uitgeschakeld | Uitgeschakeld |
| 38     | David Ledinski           | Kroatië                | 288,55    | 38        | Uitgeschakeld | Uitgeschakeld |
| 39     | Mohamed Farouk           | Egypte                 | 287,70    | 39        | Uitgeschakeld | Uitgeschakeld |
| 40     | Rafael Max               | Brazilië               | 285,65    | 40        | Uitgeschakeld | Uitgeschakeld |
| 41     | Donato Neglia            | Chili                  | 283,85    | 41        | Uitgeschakeld | Uitgeschakeld |
| 42     | David Ekdahl             | Zweden                 | 282,20    | 42        | Uitgeschakeld | Uitgeschakeld |
| 43     | Isak Børslien            | Noorwegen              | 280,45    | 43        | Uitgeschakeld | Uitgeschakeld |
| 44     | Alberto Arévalo          | Spanje                 | 279,00    | 44        | Uitgeschakeld | Uitgeschakeld |
| 45     | Yohan Eskrick-Parkinson  | Jamaica                | 277,05    | 45        | Uitgeschakeld | Uitgeschakeld |
| 46     | Alexandru Avasiloae      | Roemenië               | 275,40    | 46        | Uitgeschakeld | Uitgeschakeld |
| 47     | Tornike Onikasjvili      | Georgië                | 275,35    | 47        | Uitgeschakeld | Uitgeschakeld |
| 48     | Irakli Sakandelidze      | Georgië                | 263,10    | 48        | Uitgeschakeld | Uitgeschakeld |
| 49     | Matej Neveščanin         | Kroatië                | 257,55    | 49        | Uitgeschakeld | Uitgeschakeld |
| 50     | Kim Yeong-taek           | Zuid-Korea             | 256,00    | 50        | Uitgeschakeld | Uitgeschakeld |
| 51     | Hanis Nazirul Jaya Surya | Maleisië               | 250,10    | 51        | Uitgeschakeld | Uitgeschakeld |
| 52     | Mohamed Noaman           | Egypte                 | 248,50    | 52        | Uitgeschakeld | Uitgeschakeld |
| 53     | Gabriel Gilbert Daim     | Maleisië               | 242,95    | 53        | Uitgeschakeld | Uitgeschakeld |
| 54     | Athanasios Tsirikos      | Griekenland            | 240,75    | 54        | Uitgeschakeld | Uitgeschakeld |
| 55     | Curtis Yuen              | Hongkong               | 237,05    | 55        | Uitgeschakeld | Uitgeschakeld |
| 56     | Hemam London Singh       | India                  | 235,65    | 56        | Uitgeschakeld | Uitgeschakeld |
| 57     | Adityo Restu Putra       | Indonesië              | 232,80    | 57        | Uitgeschakeld | Uitgeschakeld |
| 58     | Thibaud Bucher           | Zwitserland            | 231,75    | 58        | Uitgeschakeld | Uitgeschakeld |
| 59     | Diego Carquín            | Chili                  | 224,80    | 59        | Uitgeschakeld | Uitgeschakeld |
| 60     | Maori Pomeroy-Farrell    | Fiji                   | 224,00    | 60        | Uitgeschakeld | Uitgeschakeld |
| 61     | Stefan Steenkamp         | Zuid-Afrika            | 219,30    | 61        | Uitgeschakeld | Uitgeschakeld |
| 62     | Sebastian Konecki        | Litouwen               | 216,45    | 62        | Uitgeschakeld | Uitgeschakeld |
| 63     | Abdulrahman Abbas        | Koeweit                | 201,80    | 63        | Uitgeschakeld | Uitgeschakeld |